# René David
René David, född 12 januari 1906, död 26 maj 1990, var en fransk rättsvetenskapsman, främst känd genom sitt banbrytande komparativrättsliga arbete Les grands systèmes de droit contemporains vilken har översatts till åtta olika språk. 